# Malnia
Malnia (dodatkowa nazwa w j. niem. Mallnie; do 1996 Malnie) – wieś w Polsce położona w województwie opolskim, w powiecie krapkowickim, w gminie Gogolin.
W latach 1975–1998 miejscowość administracyjnie należała do ówczesnego województwa opolskiego.
Na terenie wsi znajduje się duże wywierzysko w wapieniach triasowych.

## Położenie
Wioska położona jest na terenie o rzeźbie niskofalistej, w której zaznaczają się trzy jednostki wysokościowe:
- tereny niskopołożone – płaska dolina cieku wodnego o nazwie Abisynia – dopływu Odry obejmująca północno-zachodnią część wsi. Występują tu tereny płaskie o słabym odpływie
- tereny słabo nachylone i płaskie położone wyżej w południowo-zachodniej części wsi
- tereny wznoszące się dość stromo w kierunku wschodnim, posiadające płaski wierzchołek, zajmujący wschodnią część wsi.

Kościół w Malni wraz z cmentarzem leży na wysokości 175 m nad poziomem morza.
Malnia leży na prawym brzegu Odry, w jej bezpośrednim zasięgu wschodnim.
Obszar Malni wynosi 444 ha, w tym 325 ha to grunty orne, 26 ha zajmują łąki, 22 ha to obszary wodne. Drogi zajmują 25 ha, tereny zabudowane 19 ha, tereny zadrzewione 1 ha, lasy 8 ha, powierzchnia skalista, to 4 ha oraz 14 ha, to nieużytki.
Wioskę przecina droga prowadząca z Opola w kierunku Krapkowic. Od strony wschodniej jej granicę wytycza autostrada A 4.

## Nazwa miejscowości
Według jednej z teorii nazwę Malnia, pierwotnie Malnie, wywodzi się od określenia „malinie”, oznaczającego pierwotnie miejsce na którym rosną owoce – maliny. Stanowi więc skróconą fonetycznie pod wpływem gwarowym formę, gdzie nastąpił zanik samogłoski „i”, występującej po spółgłosce „l”.
Po raz pierwszy występuje jako „Malna”, a następnie jako „Malne”. Jungnitz, w Aktach wizytacyjnych diecezji wrocławskiej z 1679 r., używa nazwy „Malnia”, a Knie, w 1845 r. podaje nazwę „Malnie”. Niespełna dwadzieścia lat później, Triest pisze o „Mallnie”.
Ze względu na polskie pochodzenie w 1936 r. nazistowska administracja III Rzeszy zmieniła nazwę miejscowości Malnie na nową, całkowicie niemiecką „Odergrund”. Obowiązywała ona do 1945 r. Od tego czasu funkcjonowała dawna, historyczna nazwa wioski: „Malnie”. Zmieniono ją na „Malnia” na mocy Zarządzenia ministra-szefa Urzędu Rady Ministrów z dnia 11 grudnia 1996 r. w sprawie ustalenia i zmiany nazw niektórych miejscowości.
| SIMC    | Nazwa     | Rodzaj     |
| ------- | --------- | ---------- |
| 0495036 | Odrowąż   | przysiółek |
| 0494999 | Pod Lasem | część wsi  |

## Historia
- II połowa XIII wieku – Poltek z Szybowic, ówczesny właściciel Malni, przekazał połowę miejscowości klasztorowi cystersów w Jemielnicy..
- ok. 1300 – wioska wymieniona jako „Malna” w „Liber fundiationis episcopatus Vratislaviensis” („Księga uposażeń biskupów wrocławskich”) w związku z koniecznością uiszczania dziesięciny.
- 16 lutego 1302 – w dokumencie papieża Bonifacego VIII wioskę wymieniono jako „Malne”, w związku z koniecznością płacenia dziesięciny. na rzecz klasztoru cystersów w Jemielnicy.
- ok. 1302 – synowie Poltka z Szybowic, Jaksa i Teodoryk, odzyskują dobra w Malni[8].
- 1679 – w aktach wizytacyjnych diecezji wrocławskiej odnotowano, że mieszkańcy wioski Malnia („pago Malnia”) są zobowiązani do świadczeń na rzecz parafii w Otmęcie, obejmujących 15 korców pszenicy i 15 korców owsa. Również niektórzy indywidualni mieszkańcy wioski mieli obowiązek dostarczania parafii trzech transportów drewna.
- 1836 – utworzenie szkoły katolickiej należącej do parafii Otmęt, dla dzieci z Malni, Odrowąża, Choruli oraz Górażdży.
- 1925 – na wzgórzach między Malnią a Chorulą odkryto cmentarzysko z okresu wpływów rzymskich.
- 1936 – hitlerowscy zmieniają nazwę na ahistoryczną Odergrund (obowiązywała do 1945)
- 1945 – ponowne otwarcie szkoły, zdewastowanej w czasie wojny; uruchomiono także przedszkole.
- 1957 – decyzja o budowie kościoła w Malni.
- 10 września 1972 – uroczyste otwarcie nowo zbudowanego budynku Szkoły Podstawowej.
- 1977–1978 – rekonstrukcja w Malni zabytkowego drewnianego kościoła pw. św. Franciszka z Asyżu, przeniesionego z Kostowa koło Kluczborka.
- 15 października 1978 – uroczyste poświęcenie kościoła w Malni (dolnego) pw. Podwyższenia św. Krzyża przez Ordynariusza Opolskiego bpa Alfonsa Nossola.
- 1979 – poświęcenie i postawienie na tarasie przed drewnianym kościołem krzyża misyjnego.
- 1980 – oddanie do użytku cmentarza parafialnego.
- 1 sierpnia 1981 – powstanie parafii, obejmującej wioski Malnię i Odrowąż.
- 1991 – założenie orkiestry parafialnej.
- Lipiec 1997 – wielka powódź zalała część Malni.
- 13 czerwca 1999 – papież Jan Paweł II beatyfikował pochodzącego z Malni ojca Józefa Cebulę OMI, który w 1941 roku oddał życie za wiarę.
- 23 marca 2002 – uroczyste obchody setnej rocznicy urodzin bł. o. Józefa, którym przewodniczył abp Alfons Nossol.
- 2003 – uroczyste obchody 700-lecia Malni.
- 2003 – Malnia przystępuje do programu „Odnowa Wsi”
- 2010 – powódź zalała część Malni.

## Zabytki
Do wojewódzkiego rejestru zabytków wpisany jest:
- dawny kościół ewangelicki, obecnie rzymskokatolicki parafialny pw. św. Franciszka, drewniany, z l. 1801–1804, przeniesiony z Kostowa w 1976 r.

inne obiekty
- kościół parafialny konsekrowany 15 października 1978 r. przez ks. bp Alfonsa Nossola.

Parafia erygowana 20 lipca 1981 roku pw. Podwyższenia Krzyża Świętego (z górnym kościołem drewnianym pw. Franciszek z Asyżu), wyłączone z par. Wniebowzięcia NMP w Krapkowicach-Otmęcie. Kościół dolny wybudowany w latach 1976–1978, dzięki staraniom otmęckiego proboszcza ks. prałata Franciszka Duszy. Z kolei kościół górny stanowi drewniany kościółek poprotestancki pw. świętego Franciszka, wzniesiony w latach 1801–1804 w Kostowie. Kiedy jednak po 1965 roku został opuszczony przez gminę ewangelicką, zdecydowano go w 1977 roku rozebrać i przenieść stamtąd do Malni, by go ponownie zrekonstruować. Plac kościelny zdobi ogród Matki Boskiej Fatimskiej, skwer upamiętniający budowniczych kościoła i Rok 2000, skwer Matki Bożej Bolesnej oraz murowana dzwonnica z trzema dzwonami (św. Ludwig, św. Anna i św. Michał). Tuż obok kościoła znajdują się dwie kapliczki. Pierwsza kaplica przedpogrzebowa – Wszystkich Świętych, a druga – poświęcona wywodzącemu się z Malni błogosławionemu o. Józefowi Cebuli (1902–1941). Ten kapłan zginął śmiercią męczeńską w obozie koncentracyjnym w Mauthausen i został wyniesiony na ołtarze przez papieża Jana Pawła II 13 czerwca 1999 roku w Warszawie podczas beatyfikacji 108 męczenników z czasów II wojny światowej.
Proboszczowie parafii:
- ks. Kazimierz Świstek (1981–1989)
- ks. Jan Kołodenny (1989–1997)
- ks. Hubert Skomudek (1997–2005)
- ks. dr Marian Obruśnik (2005–2010)
- ks. Hubert Sklorz (2010– nadal).